# Michaela Maria Müller
Michaela Maria Müller (* 1974 in Dachau) ist eine deutsche Autorin und Journalistin. Sie lebt in Berlin.

## Leben
Michaela Maria Müller wuchs auf einem Bauernhof bei Dachau auf. Nach einer Ausbildung als Verlagskauffrau und Anstellung als Buchhändlerin in München und New York, studierte sie Geschichte und Politikwissenschaften an der Humboldt-Universität Berlin. Sie schloss ihr Studium mit einer historischen Studie über Cricket in England und Indien ab. Sie arbeitet als freie Journalistin und Reporterin unter anderem für die Neue Zürcher Zeitung, Süddeutsche Zeitung, Zeit Online sowie Qantara.
2015 erschien ihre essayistische Erzählung Vor Lampedusa. Eine Reise, die von ihrer Begegnung mit dem Ort handelt, den sie 2013 nach dem Bootsunglück bereist hatte, und dem Schicksal der Flüchtlinge aus Eritrea und Somalia auf der italienischen Insel, die ohne Verfahren nach Tripolis und von dort in die Sahara abgeschoben werden. Elke Heinemann beschrieb das Buch in der FAZ als „postmodern anmutende(n) Mischung aus Doku-Roman und literarischer Reportage“. In ihrem Buch Auf See. Die Geschichte von Ayan und Samir von 2016, das wieder Reportage mit Fiktion verbindet, erzählt Müller vom Lebensweg eines jungen Paares, das aus dem vom Bürgerkrieg zerstörten Somalia flüchtet und in einem maroden Boot auf dem Mittelmeer ihrem Schicksal überlassen wird. Christian Bommarius beurteilte das Buch als „eine der wichtigsten Neuerscheinungen dieses Jahres“.
In den Essais Durchs Moor, durch Dachau und Die Lager Schlesiens. Topografien setzt sie sich mit ihrer Herkunft auseinander und begibt sich auf eine Spurensuche der nationalsozialistischen Vergangenheit.
2022 erschien ihr Roman Mitterndorf, ein moderner Heimatroman über sich auflösende Traditionsgefüge und die Zeit nach der Reaktorkatastrophe von Tschernobyl.
2024 erschien ihr Roman Zonen der Zeit. Jan Schneider ist Historiker und Archivar. Er ist verheiratet, hat zwei Kinder und lebt in einem Dorf am Stadtrand. Jan hat etwas vor sich, von dem niemand etwas weiß: Er muss die Akten des Auswärtigen Amtes des Jahres 1991 bearbeiten – das Jahr, das sein Leben als Zehnjähriger von Grund auf verändert hat. Er kann plötzlich nicht mehr auf Geschichte blicken, ohne seine eigene darin zu sehen. Dann trifft der zögerliche Jan auf Enni van der Bilt, Notrufdisponentin einer Feuerwehr-Leitstelle. Enni ist das Gegenteil von Jan: Sie packt an, will Dinge verändern. Sein Zögern ist ihr fremd. Cornelia Geißler schreibt in der Berliner Zeitung: „Stunden, Jahre, Jahrzehnte spielen in dem Roman an eine wichtige Rolle. Und bei Enni, der einen von zwei Erzählstimmen, verlangt der Arbeitstag höchste Aufmerksamkeit gar im Sekunden- oder Minutentakt. Sie ist in einer süddeutschen Kleinstadt Gruppenführerin bei der Freiwilligen Feuerwehr und nimmt Notrufe in der Leitstelle entgegen. Jan, der andere Erzähler, der im Wechsel mit ihr an der Reihe ist, arbeitet als Zeithistoriker beim Auswärtigen Amt. Er sichtet Akten, um eine jährliche Auswahl der interessantesten Dokumente zusammenzustellen. (...) Die Autorin bringt die Stimmen in Balance und dem Roman die Chance nachzuklingen.“
In der FAZ schreibt Robin Passon: „Die Leichen aus dem Keller der familiären Vergangenheit ans Tageslicht zu befördern ist ein Topos, der die Autorin und Journalistin Michaela Maria Müller nach Mitterndorf auch in ihrem aktuellen Roman Zonen der Zeit umtreibt. (...) Zwar weiß man um das subkutane Brodeln im Gefühlsleben der Figuren, doch als solches belässt Müller es auch und verhindert die Entstehung jedweder Reibungsfläche. Das ist schade, denn seine Stärke spielt der Roman gerade in den Momenten der Konfrontation zwischen den Lebensentwürfen von Jan und Enni aus.“
Seit 2017 ist Müller Mitglied im PEN Zentrum Deutschland und war im Juni 2022 Gründungsmitglied des PEN Berlin.

## Buchveröffentlichungen
- Cricket like Beckham. Cricket in Großbritannien und Indien seit dem 18. Jahrhundert. LIT Verlag, Münster 2006, ISBN 978-3-8258-9810-6
- Vor Lampedusa. Eine Reise. Frohmann Verlag, Berlin 2015, ISBN 978-3-944195-65-0  (epub)
- Auf See. Die Geschichte von Ayan und Samir. Frohmann Verlag, Berlin 2016, ISBN 978-3-944195-82-7
- Kochen mit Zukunft. Rezepte für ein gutes Klima (Hg.). mikrotext Verlag, Berlin 2020, ISBN 978-3-944543-92-5
- Mitterndorf. Quintus Verlag, Berlin 2022, ISBN 978-3-96982-040-7
- Zonen der Zeit. Quintus Verlag Berlin 2024,  ISBN 978-3-96982-096-4
- Klinsmann. Ein Briefroman. Verlag Voland & Quist 2025, ISBN 978-3-86391-427-1